# Oranje o-vlinder
De oranje o-vlinder (Pyrrhia umbra) is een nachtvlinder uit de familie Noctuidae (uilen). De voorvleugellengte bedraagt tussen de 16 en 19 millimeter. De soort komt verspreid over Europa voor. Hij overwintert als pop.

## Waardplanten
De oranje o-vlinder heeft als waardplanten stalkruid, wilgenroosje en zeepostelein, maar ook wel loofbomen, struiken en andere kruidachtige planten.

## Voorkomen in Nederland en België
De oranje o-vlinder is in Nederland en België een vrij algemene soort, die verspreid over het hele gebied kan worden gezien. De vlinder kent één generatie die vliegt van eind mei tot halverwege september.